# Praemendesia minima
Praemendesia minima är en utdöd fjärilsart som beskrevs av Michail V. Kozlov 1987. Praemendesia minima ingår i släktet Praemendesia och familjen gräsmalar, Elachistidae. Arten är beskriven ur material från succinit, baltiskt bärnsten. Inga underarter finns listade i Catalogue of Life.